# Rinaldo Olivieri
Rinaldo Olivieri (San Benedetto del Tronto, 1º gennaio 1935 – 5 febbraio 1991) è stato un allenatore di calcio e calciatore italiano.

## Carriera
Cresce calcisticamente nella Sambenedettese e lì viene notato da Paolo Mazza per la sua caparbietà ed il suo spirito di combattente.
Centravanti non elegante ma con il senso del goal, esordisce quindi giovanissimo nella SPAL in Serie A (a 18 anni, il 13 settembre 1953 contro il Novara) ed a Ferrara diventa immediatamente un idolo giocando 59 partite in 2 campionati e segnando 13 reti.
A 20 anni, nel 1955, dopo aver superato anche lo spareggio di Roma nel giugno del 1954 contro il Palermo per la permanenza in A della SPAL ed avendo segnato la rete del pareggio (il goal della vittoria lo segnerà Giorgio Bernardin) viene ceduto in cambio di molti quattrini (oltre al cartellino dell'asso svedese Lofgren) alla Lazio, dove però non riesce a sfondare.
Nel 1956 passa quindi alla Triestina dove gioca 1 campionato di A ed un altro di Serie B. Viene quindi ceduto all'Atalanta dove resta sino al 1963, ottenendo una promozione in serie A al primo anno, categoria mantenuta anche nelle successive quattro stagioni. Con i bergamaschi il 13 settembre 1961 segnò due delle tre reti che consentirono alla sua squadra di battere in casa la Juventus di Charles ed Sívori per 3-1; quell'anno, con 9 reti segnate, fu il secondo miglior cannoniere della squadra dietro a Maschio.
Ritorna quindi alla Sambenedettese vincendo nel 1964 il titolo di capocannoniere con 16 reti, del Girone C della Serie C, poi ancora un anno nella squadra della sua città prima di abbandonare il calcio giocato e dedicarsi alla carriera di trainer allenando, fra le altre, il Sora.
In Serie A ha giocato 142 partite segnando 34 reti, in Serie B le partite sono state 50 con 12 goal. Ha giocato 1 partita in Nazionale Giovanile esordendo il 19 gennaio 1955.

## Palmarès

### Giocatore

#### Competizioni nazionali
- Campionato italiano di Serie B: 2

Triestina: 1957-1958
Atalanta: 1958-1959
- Coppa Italia: 1

Atalanta: 1962-1963